# 글로벌대학리더포럼
글로벌 대학 리더포럼(영어: Global University Leaders Forum, GULF)은 2006년 세계경제포럼이 고등교육의 미래와 과학의 사회적 역할에 대해 논의하기 위해 만든 커뮤니티로, 29개 대학의 총장들을 초청하는 방식으로 이루어진다.

## 소속 대학

### 북미
- 하버드 대학교
- 예일 대학교
- 프린스턴 대학교
- 뉴욕 대학교
- 컬럼비아 대학교
- 펜실베이니아 대학교
- 스탠퍼드 대학교
- 매사추세츠 공과대학교
- 캘리포니아 공과대학교
- 시카고 대학교
- 버클리 대학교
- 조지타운 대학교
- 카네기 멜런 대학교
- 맥길 대학교

### 유럽
- 케임브리지 대학교
- 옥스퍼드 대학교
- 임페리얼 칼리지 런던
- 취리히 연방 공과대학교
- 로잔 연방 공과대학교

### 아시아
- 베이징 대학
- 칭화 대학
- 홍콩 과기대학
- 도쿄 대학
- 게이오기주쿠 대학
- 한국과학기술원
- 싱가포르 국립 대학
- 난양 이공대학

### 아프리카
- 케이프타운 대학교